# Терновський Володимир Федорович
Володимир Федорович Терновський (нар. 17 травня 1954) — радянський футболіст, який виступав на позиції захисника. Відомий за виступами у клубах першої ліги «Чорноморець» з Одеси та «Прикарпаття» з Івано-Франківська.

## Клубна кар'єра
Володимир Терновський розпочав виступи на футбольних полях у 1972 році в команді першої ліги СРСР «Чорноморець» з Одеси. Проте на початку 1973 року футболіста засудили до 8 років позбавлення волі. Після звільнення з місця ув'язнення Володимир Терновський став гравцем команди першої ліги «Прикарпаття» з Івано-Франківська. Після вибуття івано-франківської команди з першої ліги Терновський перейшов до іншого клубу першої ліги СКА з Одеси, за який зіграв 4 матчі чемпіонату, після чого в командах майстрів не грав.